# Anablepsoides limoncochae
La sardinita es la especie Anablepsoides limoncochae, un pez de agua dulce la familia de los rivulines en el orden de los ciprinodontiformes.

## Morfología
De cuerpo alargado y color a manchas rojas y azules, los machos pueden alcanzar los 7,5 cm de longitud máxima.

## Distribución geográfica
Se encuentran en ríos de Sudamérica, en la cuenca de la cabecera del río Amazonas, en Ecuador, Colombia y Brasil.

## Hábitat
Viven en pequeños cursos de agua entre 24 y 28°C, de comportamiento bentopelágico y no migrador.
Es difícil de mantener en cautividad en acuario.